# Мамаев, Иван Кириллович
Иван Кириллович Мамаев (6 ноября 1895, Трегубовка, Саратовская губерния — 4 апреля 1938, Москва) — советский военный советник в Китае, майор, востоковед, кавалер Ордена Красного Знамени.

## Биография
Родился в семье служащих.
В 1903 году переехал с родителями в Харбин, где выучил английский и китайский языки.
В 1915 году поступил на Юридический факультет Московского университета. Продолжить учёбу ему не удалось, так как началась Первая мировая война.
В конце февраля 1916 года направлен в Петергофскую школу прапорщиков, окончив которую 20 июля 1916 года, в звании прапорщика был направлен в 27-й сибирский запасный полк в Иркутске.
В середине января 1917 года был направлен на румынский фронт в 309 полк 78-й дивизии 9-й армии, где был произведён в поручики.
В феврале 1918 года прибыл в Харбин, затем в Никольск-Уссурийский, где работал при Ревкоме, потом в штабе Красной Гвардии. Перешёл на нелегальное положение во Владивостоке, где начал работу в профсоюзах.

### Дальний Восток
В начале 1919 года приступил к организации партизанского отряда, будучи членом Ревкома, объединённого с большевиками.
В 1919 году Мамаев был начальником штаба в отряде Сергея Лазо.
В ноябре 1919 года был отозван во Владивосток, где принимал участие в Гайдовском восстании.
С сентября 1920 года был взят Уполномоченным Коминтерна Г. Войтинским в Китай, где работал под его руководством в Ханькоу и Мукдене примерно по февраль 1921 г., организуя партийные ячейки.
С февраля 1921 года работал на нелегальном положении в Харбине.
В августе 1921 года был откомандирован в Иркутск, где работал в бюро Коминтерна и был одним из организаторов Первого дальневосточного съезда народов Востока, где он впервые встретился с В. К. Блюхером.
В 1921 году переведён в Москву, где преподавал в КУТВ.
В 1924 году окончил восточное отделение Военной академии РККА, после чего некоторое время работал в Народном комиссариате иностранных дел.

### Китай
В 1924 году был направлен военным советником в штаб В. К. Блюхера. В это время Сунь Ят-Сен пригласил В. К. Блюхера в Китай в качестве Главного военного советника Южно-Кантонской группы китайской армии.
В 1924—1926 годах находился в Китае как военный советник Гуанчжоуской группы. Преподавал в школе ВАМПУ. Участвовал в боевых операциях в Гуандуне и Северном походе в качестве военного советника при 7-м (гуансийском) корпусе, а также в штурме Учана.
23 февраля 1928 году Приказом № 101 за подготовку и участие в Северном походе, а также за деятельность в Китае в 1924—1926 годах награждён орденом Красного Знамени СССР.
В 1928—1933 годах служил в Военной академии РККА имени М. В. Фрунзе.
В 1933 году был направлен в оккупированный японцами город Дайрен.

### Москва
В 1936 году после возвращения из Дайрена служил в Штабе РККА заместителем начальника 2-го Восточного отдела Разведывательного управления РККА. Одновременно окончил основной факультет академии им. Фрунзе. В марте 1937 начал преподавать на Восточном факультете Академии, был назначен старшим преподавателем кафедры страноведения и военной географии (приказ НКО № 0048 от 29.05.1937).
Арестован в ходе сталинских репрессий 5-го декабря 1937 года вместе с женой Раисой Моисеевной Мамаевой. Умер на допросе 4 апреля 1938 года в тюрьме. Свидетельство о смерти выдано 25 февраля 1941 года, а запись в книге актов гражданского состояния о смерти сделана 15 июля 1939 года.
В мае 1956 года дело И. К. Мамаева было прекращено на основании ст. 204 п. «б» за недоказанностью предъявленного обвинения. 17 июня 1998 года на основании ст. 3, п. «д» Закона РФ «О реабилитации жертв политических репрессий» от 18.10.1991 года был реабилитирован.

### Семья
Жена — Раиса Моисеевна (урожд. Сторожук; 29.1.1900 — 26.9.1982), востоковед, китаист.
- сын — Олег (7.11.1925 — 28.8.1994), океанолог, заведующий кафедрой океанологии МГУ.
- сын — Виктор (21.08.1930 — 7.8.2005), писатель, музыкант

## Публикации
- Мамаев И. К., Колоколов В. С. Китай. — М.: Воениздат, 1924.
- О Китае. Политико-экономический сборник / Под ред. А. Лозовского. — М.; Л , 1928.
- Мамаев И. Кризис в Китае // Новый Восток. — M., 1930. — № 29.